# Zygiella atrica
Zygiella atrica (C. L. Koch, 1845) è un ragno appartenente alla famiglia Araneidae.

## Distribuzione

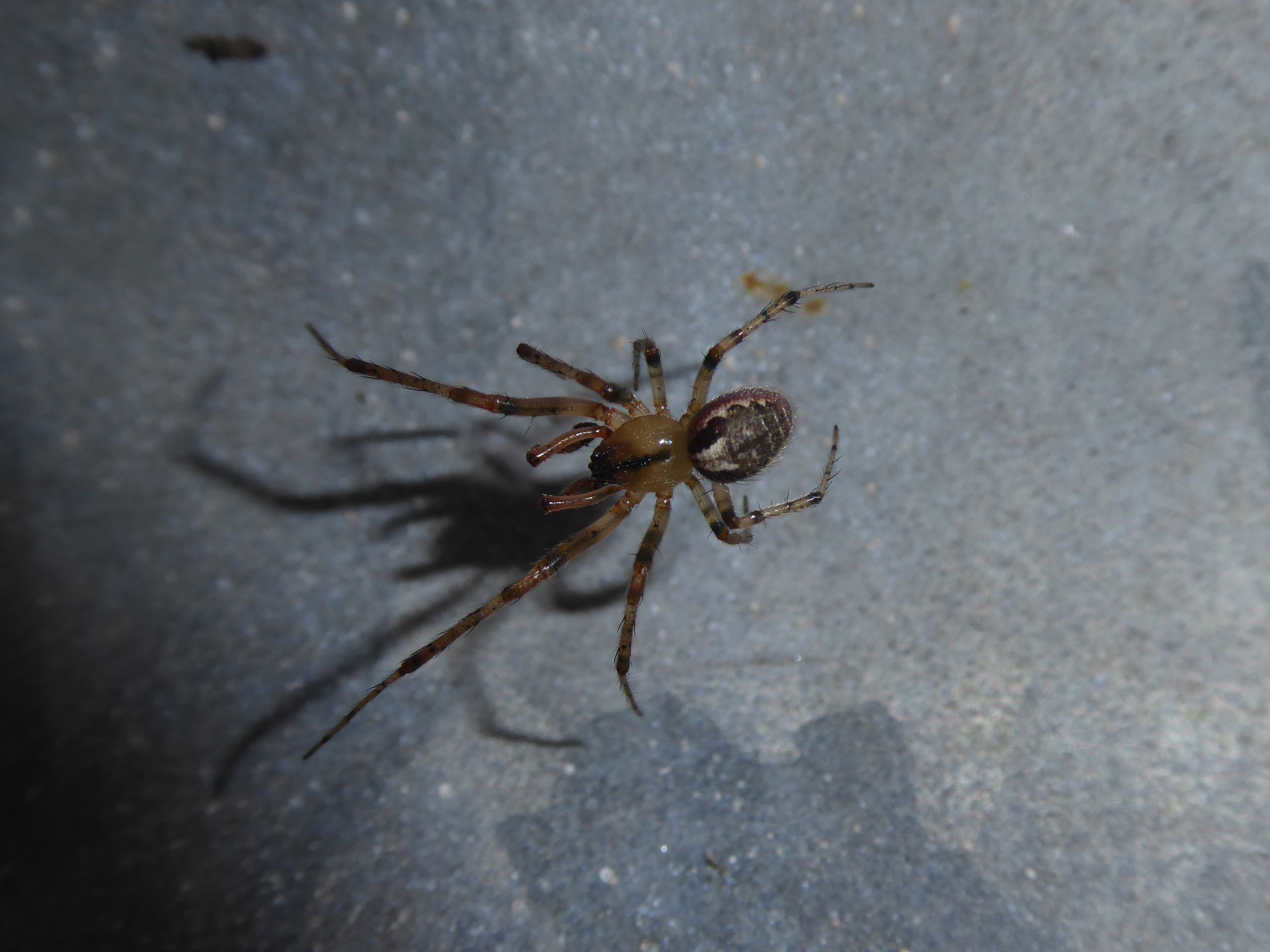
Esemplare maschio fotografato nel Parco nazionale di Cairngorms (Scozia)

La specie è stata rinvenuta in diverse località della regione che comprende l'Europa e la Russia; gli esemplari rinvenuti in Canada e negli USA sono da ritenersi introdotti.

## Tassonomia
Non sono stati esaminati esemplari di questa specie dal 2005
Attualmente, a dicembre 2013, non sono note sottospecie